# Ermitage
Il Museo statale Ermitage (in russo Госуда́рственный Музе́й Эрмита́ж?, Gosudárstvennyj Muzéj Ėrmitáž), noto anche come l'Ermitage o l'Hermitage, è un museo d'arte di San Pietroburgo situato sul lungoneva del Palazzo che ospita una delle più importanti collezioni d'arte del mondo; l'edificio in origine faceva parte della reggia imperiale che per due secoli ospitò le famiglie degli zar Romanov, fino al 1917, anno dell'inizio della Rivoluzione di febbraio. È uno dei musei d'arte più visitati al mondo.
Il museo espone opere di numerosissimi autori, fra i quali: Caravaggio, Paul Cézanne, Giambattista Pittoni, Leonardo da Vinci, Raffaello, Antonio Canova, Francesco Casanova, Jacques-Louis David, Edgar Degas, Paul Gauguin, Fra Filippo Lippi, Henri Matisse, Claude Monet, Pablo Picasso, Pierre-Auguste Renoir, Rembrandt, Vincenzo Petrocelli, Peter Paul Rubens, Tiziano Vecellio, Vincent van Gogh, Jacob van Ruisdael, Diego Velázquez, Paolo Pagani.

## Sede
Con il nome di Ermitage si indica il complesso architettonico che comprende vari edifici costruiti tra il XVIII e il XIX secolo:
- il Palazzo d'Inverno (1754-1762), progettato da Bartolomeo Rastrelli
- il Piccolo Ermitage (1764-1775), opera di Jean-Baptiste Vallin de la Mothe e di Jurij Fel'ten
- il Grande Ermitage, detto anche Vecchio Ermitage (1771-1787), progettato da Jurij Fel'ten
- il Nuovo Ermitage (1839-1851) realizzato da Leo von Klenze
- il Teatro dell'Ermitage (1783-1789), progettato da Giacomo Quarenghi.

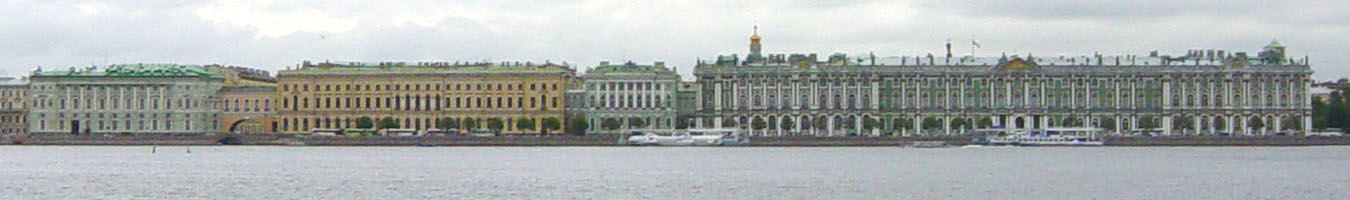
Il complesso di edifici visto dal fiume Neva. Da sinistra a destra: il Teatro dell'Ermitage, il Grande Ermitage, il Piccolo Ermitage, il Palazzo d'Inverno.

Il Palazzo d'Inverno era nato come residenza imperiale. Eretto per la zarina Elisabetta di Russia, fu completato solo dopo la sua morte. Fu Caterina la Grande la vera ideatrice del museo. Accanto al Palazzo d'Inverno, per sfuggire al trambusto di corte, nel 1764 la zarina volle farsi costruire un piccolo rifugio e gli diede il nome vezzoso di Petit Ermitage (dall'antico francese hermit, dal latino eremita, dal greco eremites).
Nel piccolo Ermitage, Caterina si appartava volentieri circondandosi di opere d'arte che andava acquistando sui mercati europei; nelle stanze in origine venivano ammessi solo pochi privilegiati. Successivamente, la collezione crebbe a dismisura e fu necessario costruire altri edifici per poterla ospitare; di qui, il nome Ermitage andò ad indicare l'intero complesso dei cinque edifici prima elencati.
Oggi il museo dell'Ermitage si estende ben oltre questi cinque edifici, occupando anche una parte del Palazzo dello Stato Maggiore, sempre sulla Piazza del Palazzo, il Palazzo Menšikov, il Museo della Porcellana presso la Manifattura Imperiale di Porcellana, l'esposizione permanente presso la reggia di Strelna, il deposito di Staraja Derevnja, che prende il nome dalla stazione della metropolitana.
Esistono inoltre sedi in altre città, sia in Russia, Kazan' e Vyborg, sia all'estero, a Las Vegas, Amsterdam, a Londra e a Venezia. Quest'ultima sede fa parte del progetto denominato Ermitage Italia che ha portato all'apertura nella città di Venezia di un centro di ricerca e studio finalizzato alla catalogazione delle opere italiane dell'Ermitage.

## Storia

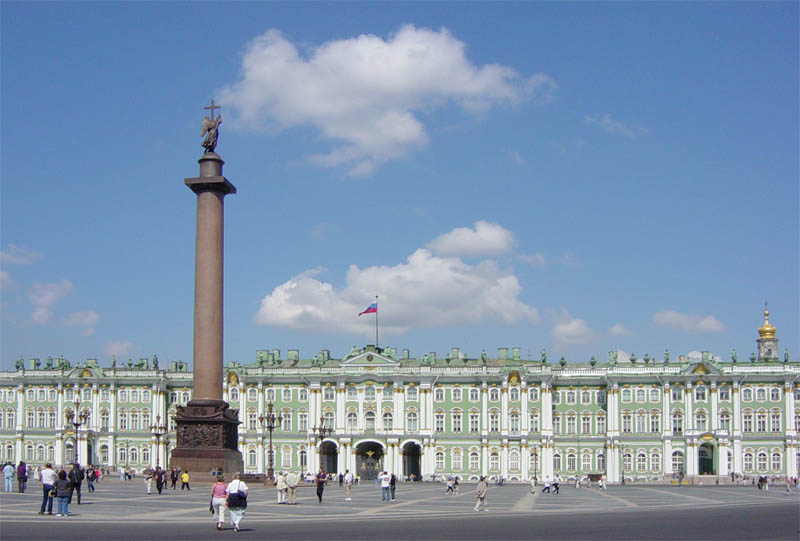
Il Palazzo d'Inverno con la Colonna di Alessandro

Il Palazzo d'Inverno, progettato in stile barocco dall'architetto Bartolomeo Rastrelli, venne completato nel 1762. Rastrelli, giunto in Russia con suo padre nel 1716 al servizio di Pietro il Grande, fu nominato architetto di corte nel 1738 e il suo stile ricco e sontuoso divenne molto popolare grazie soprattutto alla zarina Elisabetta. Rastrelli volle ritirarsi nel 1763, quando questa morì e salì al trono Caterina la Grande, che allo sfarzo preferiva la semplicità dello stile neoclassico. L'opera di Rastrelli è rimasta pressoché immutata all'esterno, mentre gli interni furono più volte modificati nel 1806 da Giuseppe Lucchini sotto le direttive di Giacomo Quarenghi e completamente ricostruiti nel 1837, quando il Palazzo venne semidistrutto a causa di un devastante incendio. Nel 1852, dopo alcuni ampliamenti, l'Ermitage divenne il primo museo pubblico della città, anche se l'accesso era limitato ad una cerchia di utenti definiti "rispettabili" (usanza che decadde dopo la Rivoluzione).
Il museo contiene più di tre milioni di opere, ma gli spazi consentono l'esposizione di "soli" sessantamila pezzi. La monumentale espansione della collezione è dovuta all'apporto di Caterina la Grande, sovrana amante e patrocinante dell'arte. Consigliata da Diderot e da altri illustri esperti europei, la zarina acquistò più di 2000 dipinti. Altri sovrani arricchirono la collezione con donazioni e acquisti.
Dopo la Rivoluzione, il governo sovietico, per ottenere valuta preziosa, prese la decisione di vendere nel 1928-1932 alcuni pezzi a collezionisti pubblici e privati stranieri, alcune delle quali andarono poi ad arricchire i musei di New York, Washington e Lisbona.
Oltre alle opere d'arte, il museo ospita interessanti sezioni dedicate alle antichità egizie, greche e romane, agli argenti russi, all'arte sasanide e all'arte degli Sciti.
Inoltre il museo ospita alcune opere di Pietro Bracci autore di molte sculture romane come il Nettuno della Fontana di Trevi e il monumento di papa Benedetto XIV nella Basilica di San Pietro.

## Opere maggiori

### Arte antica
- Cammeo Gonzaga, III secolo a.C.
- Statua di Giove, I secolo d.C.

### Scuola italiana
Beato Angelico

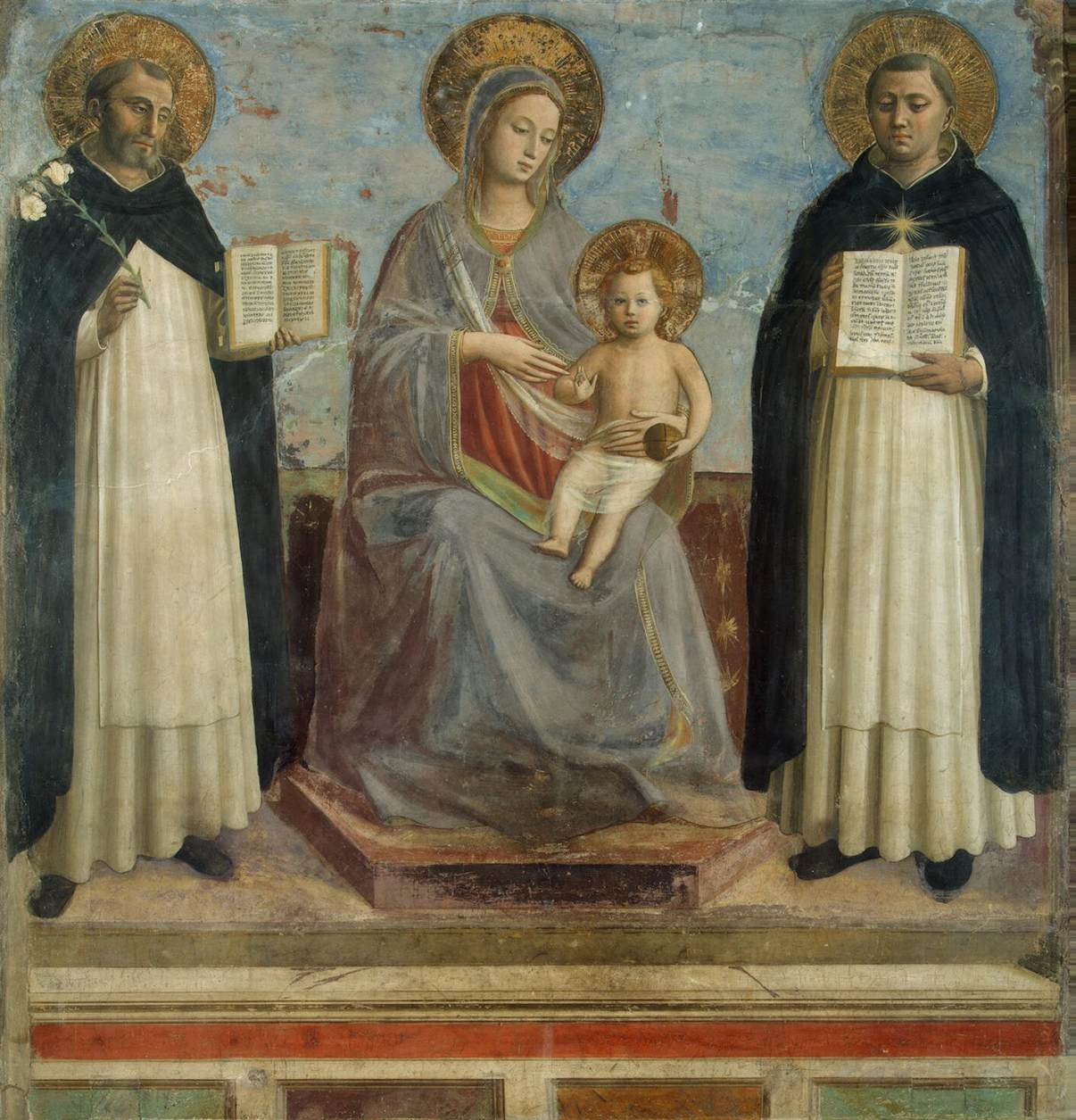
Beato Angelico, Madonna col Bambino tra i santi Domenico e Tommaso d'Aquino, 1435

- Madonna col Bambino tra i santi Domenico e Tommaso d'Aquino, 1435 circa

Giovanni Antonio Boltraffio
- Madonna Litta (attr.), 1490-1491

Caravaggio
- Suonatore di liuto, 1595–1596

Annibale Carracci
- Pie donne al sepolcro, 1600 circa
- Riposo durante la fuga in Egitto, 1604 circa

Cima da Conegliano
- Madonna col Bambino, 1496-1499
- Annunciazione, 1495

Correggio
- Ritratto di dama, 1520 circa

Giorgione
- Giuditta con la testa di Oloferne, 1495-1500 circa
- Madonna col Bambino in un paesaggio, 1498-1500 circa

Giulio Romano
- Due amanti, 1523-1524 circa

Leonardo da Vinci
- Madonna Benois, 1478-1482 circa

Lorenzo Lotto
- Ritratto di coniugi, 1524 circa

Fra Filippo Lippi
- Visione di sant'Agostino, 1452-1459

Michelangelo
- Ragazzo accovacciato, 1539-1534

Perugino
- San Sebastiano, 1493-1494 circa

Guido Reni

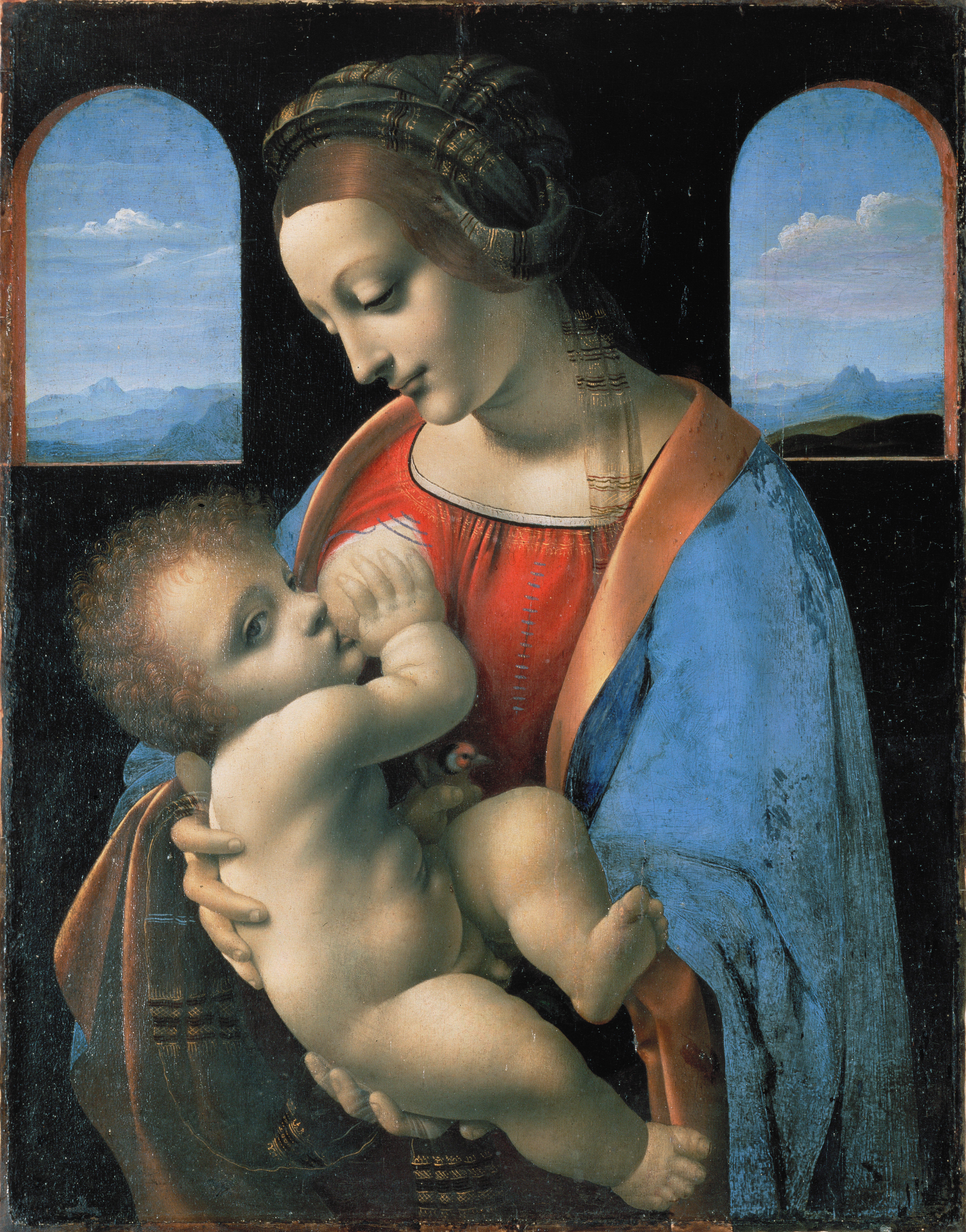
Madonna Litta di Giovanni Antonio Boltraffio, 1490 circa

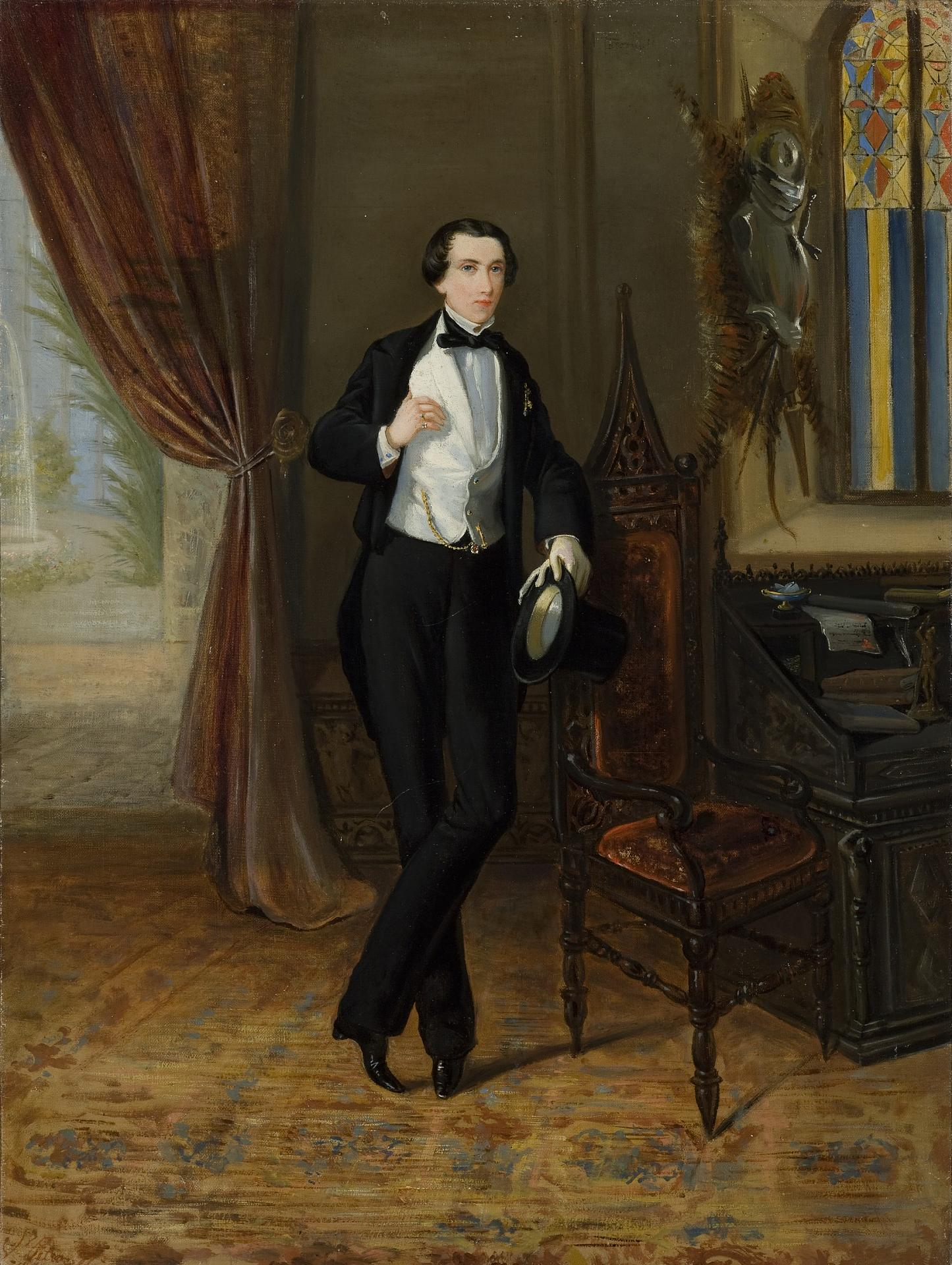
Ritratto di Nikolay Borisovich Yusupov di Vincenzo Petrocelli, 1851

- San Giuseppe col Bambino, 1635 circa

Vincenzo Petrocelli
- Ritratto del giovane Duca N.B. Yusupov, 1851

Giambattista Pittoni
- La Benedizione di Giacobbe
- Matrimonio di Placidia con Costanzo
- Diana e Endimione, 1723
- Morte di re Candaule, 1720
- Sacrificio di Polissena, 1730
- Didone fonda Cartagine, 1720

Pontormo
- Sacra Famiglia con san Giovannino, 1522-1523 circa

Rosso Fiorentino
- Madonna in gloria con putti, 1517 circa

Raffaello
- Madonna Connestabile, 1502
- Sacra Famiglia con san Giuseppe imberbe, 1506 circa

Tiziano Vecellio
- Fuga in Egitto, 1509 circa
- Sacra famiglia nel paesaggio
- Danae, 1554

Carlo Dolci
- Opere giovanili, 1650 circa

### Scuola francese
Paul Cézanne

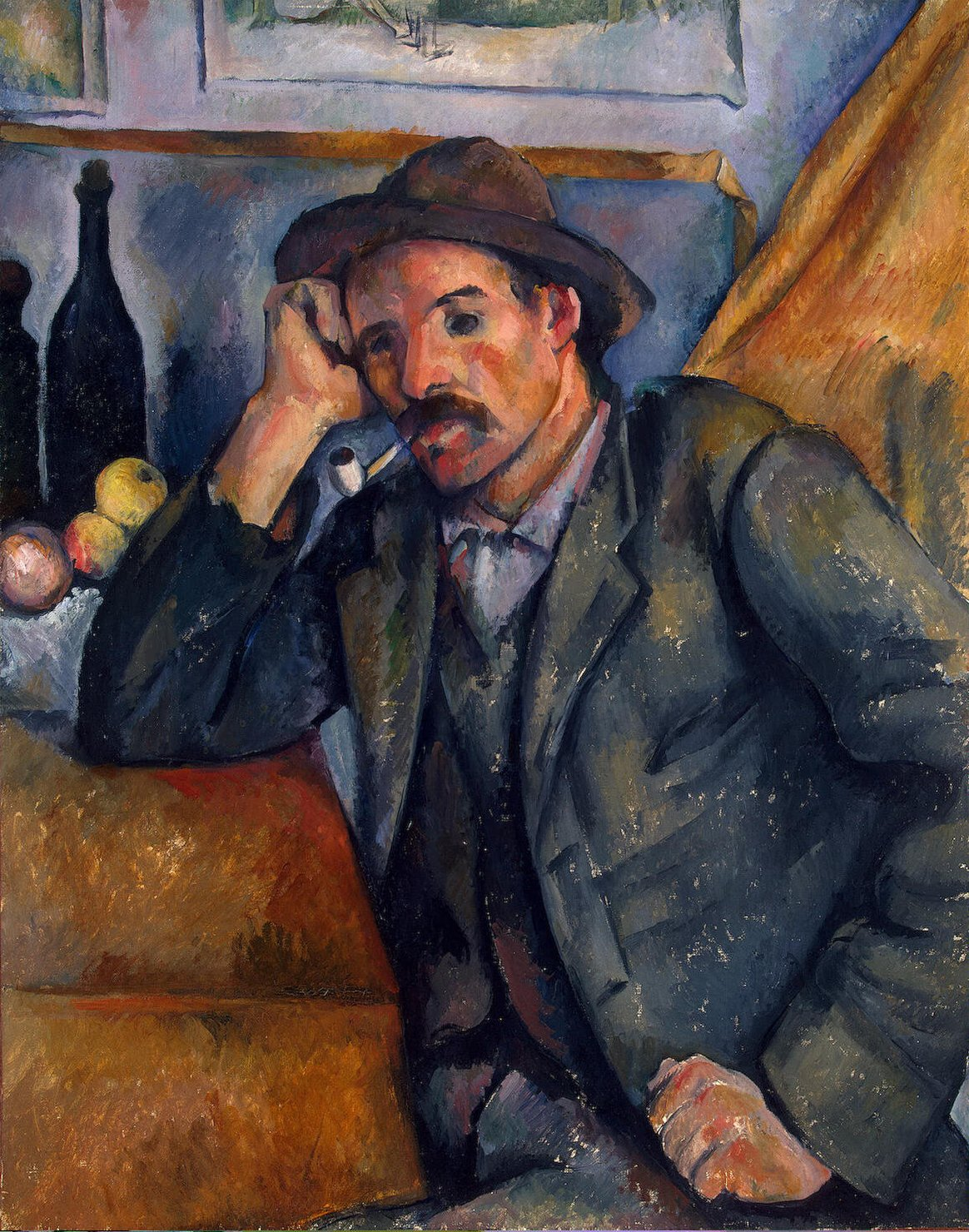
Paul Cézanne, Fumatore di pipa

- Ragazza al pianoforte (L'ouverture del Tannhäuser), 1869
- Autoritratto con berretto, 1875 circa
- Le rive della Marna, 1888-1890
- Fumatore di pipa, 1891 circa
- La signora in blu, 1904 circa

Jacques-Louis David
- Saffo e Faone, 1809

Edgar Degas
- Dopo il bagno, 1884

Henri Matisse
- La danza, 1909
- Musica, 1910

Claude Monet
- Signora in giardino a Sainte-Adresse, 1867
- Il giardino degli Hoschedé a Montgeron, 1877
- Stagno a Montgeron, 1877
- Covone a Giverny, 1886
- Prati a Giverny, 1888
- Il ponte di Waterloo, 1903

Pierre-Auguste Renoir
- Donna in nero, 1876 circa
- Jeanne Samary in piedi, 1878
- Donna con ventaglio, 1880

Henri Rousseau
- Giardini del Lussemburgo-Monumento a Chopin, 1909

### Scuola spagnola
Bartolomé Esteban Murillo
- Immacolata Concezione Squillace, 1645-1655 circa
- Riposo durante la fuga in Egitto, 1665 circa

Pablo Picasso
- La bevitrice d'assenzio, 1901
- Le due sorelle (L'incontro), 1902
- Ritratto di Benet Soler, 1903
- La contadina, 1908
- Donna con ventaglio, 1908
- La driade, 1908
- Tre donne, 1908-1909
- Fabbrica di mattoni a Tortosa, 1909
- Donna con mandolino, 1909

Diego Velázquez
- Il pranzo, 1617 circa
- Ritratto del conte-duca di Olivares, 1635

### Scuola fiamminga e olandese
Rembrandt Harmenszoon Van Rijn
- Saskia in veste di Flora, 1634
- Sacrificio di Isacco, 1635

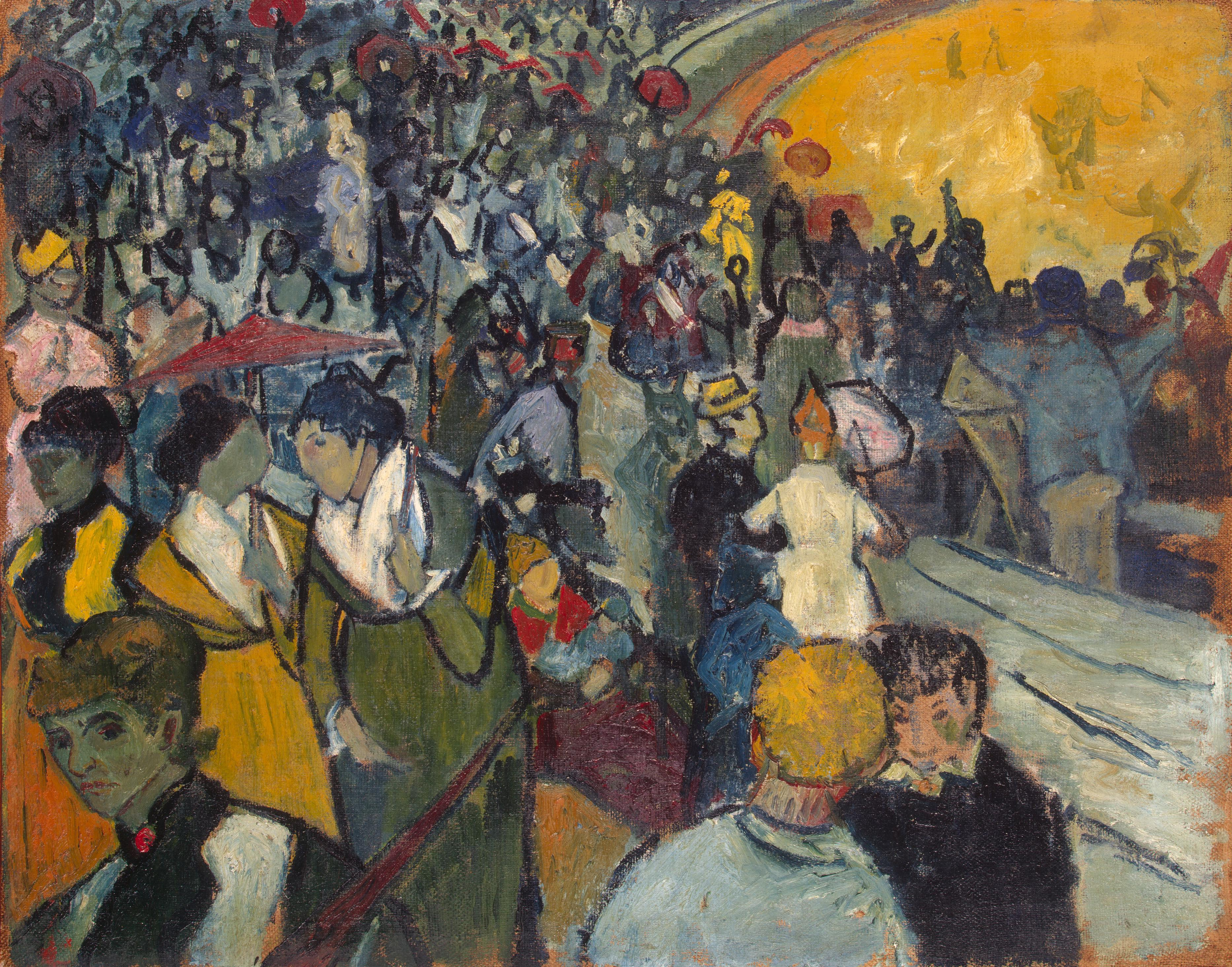
Vincent van Gogh, Spettatori nell'arena

- Danae, 1636 con rimaneggiamenti successivi
- Sacra Famiglia con angeli, 1645
- Il ritorno del figliol prodigo, 1669 circa

Peter Paul Rubens
- Tarquinio e Lucrezia, 1610 circa
- Perseo e Andromeda, 1622 circa

Vincent van Gogh
- Ricordo di giardino a Etten - Le Signore di Arles, 1888
- Spettatori nell'arena, 1888
- Lillà, 1889

Jacob van Ruisdael
- Palude, 1665-1669

## I gatti dell'Ermitage

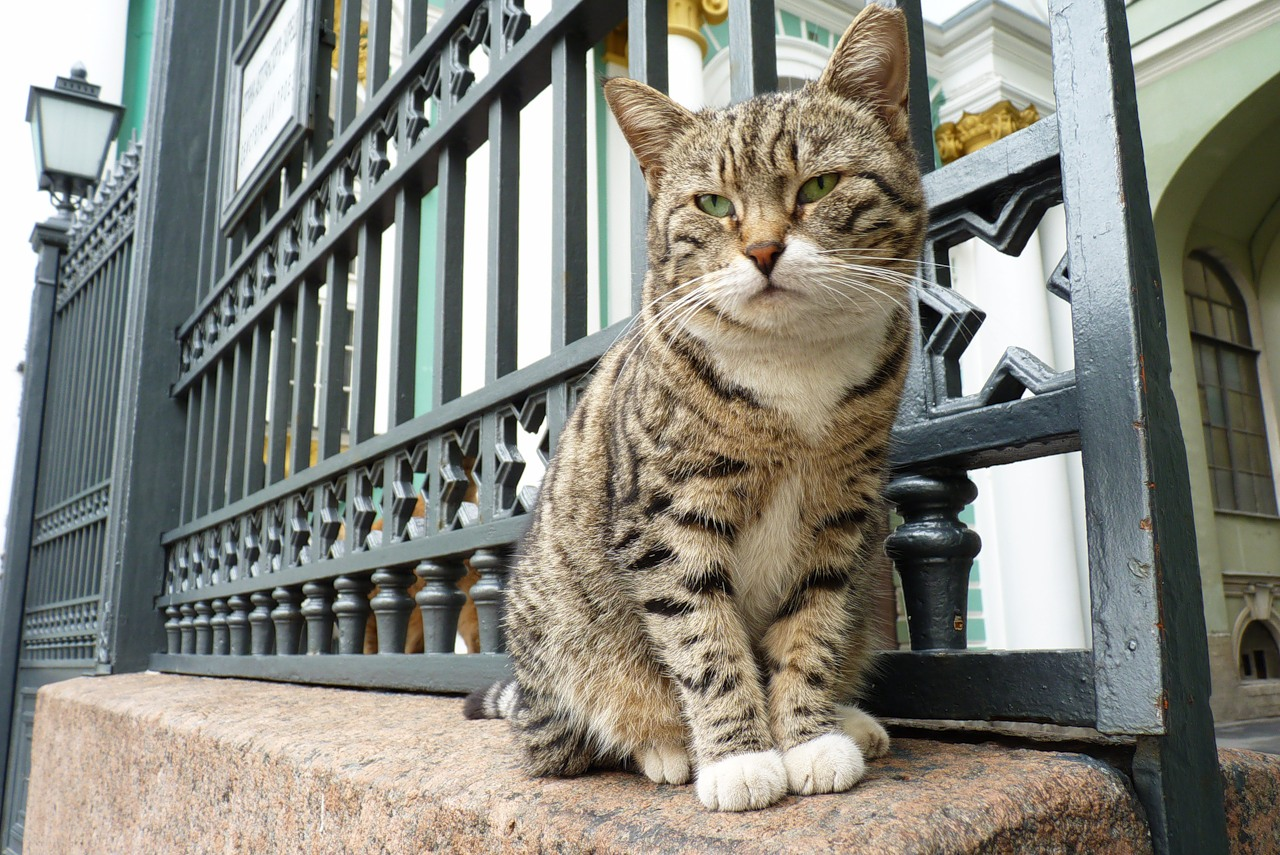
Uno dei gatti dell'Ermitage

All'interno del museo è presente anche un gruppo di gatti noti appunto come "gatti dell'Ermitage" (in russo Эрмитажные коты?). La loro storia ha origine quando Pietro il Grande si portò dai Paesi Bassi un gatto, pare di nome Basilio, e lo fece vivere con sé nel Palazzo di legno. Pietro emise un decreto che ordinava che i gatti fossero tenuti nei fienili per proteggere le persone dai topi e dai ratti.
Nel XVIII secolo, nell'allora Palazzo d'Inverno, vi era una forte presenza di topi e ratti che provocarono diversi danni all'edificio. Nel 1745 l'imperatrice Elisabetta ordinò che un certo numero di gatti fosse introdotto nel palazzo per dare la caccia ai roditori.
Il museo ha un'addetta stampa dedicata loro, e tre persone che fungono da loro custodi. I gatti vivono nel seminterrato ma si fanno vedere anche sul terrapieno e sulla piazza durante l'estate; in passato giravano anche per tutte le gallerie.
Secondo quanto dichiarato da Maria Khaltunen, che dirige il programma dei gatti del museo, nel maggio 2013 il numero di gatti presenti era di 74 unità di entrambi i sessi. Esistono cucine apposite per preparare il loro cibo e anche un piccolo ospedale.

## Direttori
| N°                                                                      | Foto                                                                    | Direttore                                                               | Carica                                                                  | Carica                                                                  |
| N°                                                                      | Foto                                                                    | Direttore                                                               | Inizio                                                                  | Termine                                                                 |
| Fino al 1863 il museo era sotto il controllo personale dell'Imperatore. | Fino al 1863 il museo era sotto il controllo personale dell'Imperatore. | Fino al 1863 il museo era sotto il controllo personale dell'Imperatore. | Fino al 1863 il museo era sotto il controllo personale dell'Imperatore. | Fino al 1863 il museo era sotto il controllo personale dell'Imperatore. |
| ----------------------------------------------------------------------- | ----------------------------------------------------------------------- | ----------------------------------------------------------------------- | ----------------------------------------------------------------------- | ----------------------------------------------------------------------- |
| 1                                                                       |                                                                         | Stepan Gedeonov (1816-1878)                                             | 1863                                                                    | 1878                                                                    |
| 2                                                                       |                                                                         | Aleksandr Alekseevič Vasil'čikov (1832-1890)                            | 1879                                                                    | 1888                                                                    |
| 3                                                                       |                                                                         | Sergej Nikitič Trubeckoj (1829-1899)                                    | 1888                                                                    | 1899                                                                    |
| 4                                                                       |                                                                         | Ivan Aleksandrovič Vsevoložskij (1835-1909)                             | 1899                                                                    | 1909                                                                    |
| 5                                                                       |                                                                         | Dmitrij Tolstoj (1860-1941)                                             | 1909                                                                    | 1918                                                                    |
| 6                                                                       |                                                                         | Sergej Nikolaevič Trojnickij (1882-1948)                                | 1918                                                                    | 1927                                                                    |
| 7                                                                       |                                                                         | Oskar Ferdinandovič Val'dgauėr (1883 -1935)                             | 1927                                                                    | Febbraio 1928                                                           |
| 8                                                                       |                                                                         | German Vladimirovič Lazaris (1884-1937)                                 | Febbraio 1928                                                           | Novembre 1928                                                           |
| 9                                                                       |                                                                         | Pavel Ivanovič Klark (1863-1940)                                        | Dicembre 1928                                                           | Agosto 1929                                                             |
| 10                                                                      |                                                                         | Vladimir Ivanovič Zabrežnev (1877-1939)                                 | Marzo 1929                                                              | Marzo 1930                                                              |
| 11                                                                      |                                                                         | Leonid Leonidovič Obolenskij (1873-1930)                                | 1930                                                                    | 1930                                                                    |
| 12                                                                      |                                                                         | Boris Legran (1884-1936)                                                | 1931                                                                    | 1934                                                                    |
| 13                                                                      |                                                                         | Iosif Orbeli (1887-1961)                                                | 1934                                                                    | 1951                                                                    |
| 14                                                                      |                                                                         | Michail Illarionovič Artamonov (1898-1972)                              | 1951                                                                    | 1964                                                                    |
| 15                                                                      |                                                                         | Boris Piotrovskij (1908-1990)                                           | 1964                                                                    | 1990                                                                    |
| 16                                                                      |                                                                         | Vitalij Suslov (1924-2003)                                              | 1990                                                                    | 1992                                                                    |
| 17                                                                      |                                                                         | Michail Piotrovskij (1944-)                                             | 1992                                                                    | In carica                                                               |